# 1943 B3
1943 B3 war die Bezeichnung einer bis 1944 von der Deutschen Reichsbahn betriebenen integrierten Gesamtplanung für die Neuordnung der Eisenbahnanlagen in der Region Rhein-Neckar.

## Projektumfang
Im Rahmen des Projekts sollten die Hauptbahnhöfe von Mannheim und Ludwigshafen am Rhein zu einem Knoten zusammengefasst werden, der in allen Richtungen ohne Fahrtrichtungswechsel durchfahren werden können sollte. Der Mannheimer Hauptbahnhof sollte dabei um etwa 6,5 m angehoben und um 300 m nach Osten verschoben werden. Er sollte auf 14 im Richtungsbetrieb befahrene Bahnsteiggleise erweitert und die Rheinbrücke (die spätere Konrad-Adenauer-Brücke) ebenso viergleisig ausgebaut werden wie der Riedbahn-Abschnitt zwischen Lampertheim und Mannheim-Waldhof. Die Riedbahn sollte von Westen in den Hauptbahnhof Mannheim eingeführt werden; bis Mannheim-Neckarstadt war dabei ein dreigleisiger Ausbau geplant. Daneben war eine schnell befahrbare Verbindungsstrecke zwischen der Bahnstrecke Frankfurt am Main–Heidelberg und der Riedbahn zwischen Darmstadt-Eberstadt und Lampertheim vorgesehen.

## Geschichte
Ab 1938 entwickelte die Reichsbahndirektion Karlsruhe eine einheitliche Planung für den Raum Mannheim/Ludwigshafen. Nach eingehender Untersuchung aller Möglichkeiten und langwierigen Verhandlungen wurde durch das Reichsverkehrsministerium 1943 B3 zur Ausführung bestimmt. Das Projekt wurde durch städtebauliche Wünsche beider Städte sehr beeinflusst.
Wegen des Zweiten Weltkriegs wurde das Projekt nicht mehr weiter verfolgt. Nach dem Krieg stand zunächst die Beseitigung der Schäden an den bestehenden Anlagen im Vordergrund. Zum Preisstand von 1952 wurde das Projekt mit Kosten von etwa einer halben Milliarde DM kalkuliert.
1951 wurde ein neues Konzept vorgelegt, das nach ausgiebigen Diskussionen den weiteren Planungen zu Grunde gelegt werden sollte. Die im Rahmen von 1943 B3 geplanten Maßnahmen wurden sukzessive aufgegeben. Einzig der Neubau des Ludwigshafener Hauptbahnhofs als Durchgangsbahnhof wurde realisiert. Mit der Westlichen Einführung der Riedbahn wurde ein weiterer Teil des Projekts in veränderter Form in den 1970er und 1980er Jahren verwirklicht. Die Rheinbrücke wurde 1999 viergleisig ausgebaut.